# Atikamekw (langue)
Pour les articles homonymes, voir Atikamekw.
Cet article concerne la langue atikamekw. Pour le peuple atikamekw, voir Atikamekws.
L’atikamekw ou atikamekw nehiromowin est une langue parlée par les Atikamekw, un peuple vivant principalement dans les hautes terres des régions de Lanaudière et de la Mauricie au Québec.
Il s'agit d'une langue de la famille algonquienne qui fait partie du continuum linguistique cri-montagnais-naskapi. En fait l'atikamekw est parfois considéré comme étant un dialecte cri.
Il s'agit d'une langue polysynthétique, c'est-à-dire que chaque mot est composé de plusieurs morphèmes et qu'un seul mot peut correspondre à une phrase entière dans des langues moins synthétiques. L'atikamekw s'écrit en utilisant l'alphabet latin, mais ne comprend que 15 lettres dont une qui lui est unique, le ‹ tc ›.
La langue est considérée comme la moins menacée des langues autochtones du Canada : 
à Wemotaci, 95 % des gens parlent la langue attikamekw.
Selon Statistique Canada, en 2021, l'atikamekw est la langue maternelle de 6 180 personnes au Canada.

## Classification
Comme la plupart des langues algonquiennes, l’atikamekw est une langue polysynthétique.
L'atikamekw est un des membres du continuum linguistique cri-montagnais-naskapi. La langue est plus facilement compréhensible par les locuteurs du cri et de l’innu-aimun (aussi connu sous le nom de montagnais) que par les Micmacs et les Malécites.

## Phonologie

### Consonnes
Les consonnes de l'atikamekw sont listée ci-dessous, dans l'orthographe standard et accompagnées de leur équivalent en API entre crochets :
|              | Labiale | Alvéolaire | Palatale      | Vélaire | Glottale |
| ------------ | ------- | ---------- | ------------- | ------- | -------- |
| Nasale       | m [m]   | n [n]      |               |         |          |
| Occlusive    | p [p]   | t [t]      |               | k [k]   |          |
| Affriquée    |         |            | tc (c) [ t͡ʃ ] |         |          |
| Fricative    |         | s [s]      | c (s̀) [ ʃ ]   |         | h [h]    |
| Roulée       |         | r [ɾ]      |               |         |          |
| Semi-voyelle | w [w]   |            | i (y) [ j]    |         |          |

En atikamekw, les consonnes fortes et faibles (fortis & lenis) ne sont pas différenciées à l'écrit, bien qu'elles le soient à l'oral. Il est cependant possible de les transcrire en les soulignant (voir Écriture).

### Voyelles
Les voyelles de l'atikamekw sont les suivantes :
|           | Antérieure | Antérieure | Postérieure | Postérieure |
| longue    | courte     | longue     | courte      |             |
| --------- | ---------- | ---------- | ----------- | ----------- |
| Fermée    | î /iː/     | i /i/      |             |             |
| Mi-fermée | e /eː/     |            | ô /oː/      | o /o/       |
| Ouverte   | â /aː/     | a /a/      |             |             |

- La longueur vocalique (transcrite ci-dessus avec un accent circonflexe) n'est pas typiquement indiquée dans l'orthographe de la langue.

## Écriture
Contrairement au cri, l’atikamekw s’écrit en alphabet latin. En outre, l'alphabet de cette langue comporte seulement quinze lettres, dont une qui lui est unique, le ‹ tc ›. L'alphabet complet est le suivant, et est appris tel quel par les jeunes Atikamekw :
| Majuscules | Majuscules | Majuscules | Majuscules | Majuscules | Majuscules | Majuscules | Majuscules | Majuscules | Majuscules | Majuscules | Majuscules | Majuscules | Majuscules | Majuscules |
| ---------- | ---------- | ---------- | ---------- | ---------- | ---------- | ---------- | ---------- | ---------- | ---------- | ---------- | ---------- | ---------- | ---------- | ---------- |
| P          | T          | K          | S          | C          | Tc         | M          | N          | R          | H          | W          | A          | E          | I          | O          |
| Minuscules |            |            |            |            |            |            |            |            |            |            |            |            |            |            |
| p          | t          | k          | s          | c          | tc         | m          | n          | r          | h          | w          | a          | e          | i          | o          |

Les consonnes ‹ p, t, k, s, c, tc › peuvent être soulignées lorsqu’elles sont prononcées fortement : ‹ p̲, t̲, k̲, s̲, c̲, t̲c̲ ›. Les voyelles longues peuvent être indiquées à l’aide de l’accent circonflexe : ‹ â, î, ô ›.

## Particularités de la langue
La langue atikamekw est considérée comme descriptive et représentative[Par qui ?]. On note l'absence de certains mots représentant des concepts inexistants dans l'environnement des locuteurs, par exemple le mot « chèvre ». La langue atikamekw est l’une des seules des nations algonquines nord-américaines qui a intégré la 18e lettre de l’alphabet latin r dans leur alphabet. On retrace l'usage du r dans des écrits historiques atikamekw comme la liste de mots autochtones de Jacques Cartier ou Samuel de Champlain, dans les lettres de Marie de l'Incarnation et dans les relations des Jésuites (avec Paul Le Jeune). Certains témoignages quant à cet usage proviennent également du Saskatchewan et de l'Alberta.
La transmission orale de la langue atikamekw perdure jusqu'à nos jours.